# Charles Haight
Charles Haight (* 4. Januar 1838 in Colts Neck, New Jersey; † 1. August 1891 in Freehold, New Jersey) war ein US-amerikanischer Politiker. Zwischen 1867 und 1871 vertrat er den Bundesstaat New Jersey im US-Repräsentantenhaus.

## Werdegang
Charles Haight besuchte in Freehold private Schulen und studierte danach bis 1857 am Princeton College. Nach einem anschließenden Jurastudium und seiner 1861 erfolgten Zulassung als Rechtsanwalt begann er in Freehold in diesem Beruf zu arbeiten. Gleichzeitig schlug er als Mitglied der Demokratischen Partei eine politische Laufbahn ein. Von 1860 bis 1862 gehörte er der New Jersey General Assembly an, deren Speaker er im Jahr 1862 als Nachfolger von Frederick Halstead Teese war. Während des Bürgerkrieges fungierte Haight als Brigadegeneral der Staatsmiliz, die Teil des Heers der Union war. Von 1862 bis zum Kriegsende kommandierte er das Camp Vredenburgh.
Bei den Kongresswahlen des Jahres 1866 wurde Haight im zweiten Wahlbezirk von New Jersey in das US-Repräsentantenhaus in Washington, D.C. gewählt, wo er am 4. März 1867 die Nachfolge von William A. Newell antrat. Nach einer Wiederwahl konnte er bis zum 3. März 1871 zwei Legislaturperioden im Kongress absolvieren. Bis 1869 war die Arbeit des Kongresses von dem Konflikt zwischen der Republikanischen Partei und Präsident Andrew Johnson geprägt, der in einem nur knapp gescheiterten Amtsenthebungsverfahren gipfelte. In den Jahren 1868 und 1870 traten der 14. und der 15. Verfassungszusatz in Kraft.
1870 verzichtete Haight auf eine erneute Kandidatur. Nach dem Ende seiner Zeit im US-Repräsentantenhaus praktizierte er wieder als Anwalt. Im Jahr 1872 war er Delegierter zur Democratic National Convention in Baltimore, auf der Horace Greeley als Präsidentschaftskandidat nominiert wurde. Dort leitete er die Abordnung aus New Jersey. Von 1873 bis zu seinem Tod amtierte Charles Haight als Staatsanwalt im Monmouth County. Er starb am 1. August 1891 in Freehold.